# Bror Hansson (politiker)
För andra betydelser, se Bror Hansson.
Bror Einar Hansson, född 29 november 1916 i Malmö, död 22 mars 2013 i Oxie församling, var en svensk ombudsman och socialdemokratisk kommunalpolitiker.
Hansson studerade vid LO-skolan och Brunnsviks folkhögskola. Han blev rörmontör inom byggnadsfacket 1930, rörmontör och reparatör vid MAB & MYA i Malmö 1939. Han var ombudsman i Svenska textilarbetareförbundet 1955–1972 och därefter, efter förbundssammanslagning, i Beklädnadsarbetarnas förbund till 1976. 
Hansson var styrelseordförande i Frihamnsbolaget i Malmö och i Malmö Kaffe AB. Han var styrelseledamot i Svenska hamnförbundet, Svenska Textilarbetareförbundets förbundsråd och avdelning 15, ledamot och vice ordförande i samarbetskommittén för de 14 större städernas hälsovårdsförbund och ledamot av Öresundsrådet.
Hansson var ledamot av Malmö stads-/kommunfullmäktige 1953–1982, drätselkammaren/kommunstyrelsen 1964–1985, ordförande i hamndirektionen 1963–1982 och i hälsovårdsnämnden 1964–1976 (ledamot 1951). Han var även ledamot av Sydskånska kommunalförbundets fullmäktige och ordförande i Skånska hamnförbundet från 1963.
Hansson var även ordförande för HSB i Malmö 1976–1980.